# Erich Penz
Erich Penz (ur. 1925, zm.?) – zbrodniarz hitlerowski, członek załogi obozu koncentracyjnego Flossenbürg i SS-Sturmmann.
Obywatel jugosłowiański narodowości niemieckiej. Członek SS od 1 lutego 1943 roku. Należał do personelu obozu we Flossenbürgu od 10 sierpnia 1944 do kwietnia 1945 roku i pełnił służbę jako wartownik, strażnik odpowiedzialny za psy strażnicze i strażnik w trakcie ewakuacji obozu. Penz zamordował przynajmniej kilku więźniów podczas marszu śmierci z Flossenbürga.
W pierwszym procesie załogi Flossenbürga przed amerykańskim Trybunałem w Dachau Penz skazany został za swoje zbrodnie na dożywotnie pozbawienie wolności.